# شلالات ميروشا
شلالات ميروشا ( بالالبانية :Ujëvarët e Mirushës)، سلسلة من الشلالات تقع على نهر ميروشا إلى الجنوب من جبال غرمنيك غرب كوسوفو.
تُعد منطقة الشلالات والمناطق المحيطة بها محمية طبيعية نظراً لتنوعها البيولوجي، وتبلغ مساحة المحمية 550 هكتار، تتكون من الأودية والكهوف والبحيرات بالإضافة إلى الشلالات .
تعتبر شلالات ميروشا ذات شهرة كبيرة بين سكان كوسوفو والدول المجاورة لها، وتعد موقع جذب سياحي، تمتد الشلالات على طول 10 كيلومتر، مُشكلا ً 13 بحيرة مع شلالات بينها. تقع على ارتفاع يتراوح بين 400-480 متر عن مستوى سطح البحر، يبلغ ارتفاع أعلى شلال من شلالات ميروشا 22 متراً.

## الصحة
بسبب قوة التدفق يصبح ماء الشلالات والبحيرات المحيطة بها ملوثاً في بعض الأحيان، خصوصاً خلال فترة ذوبان الثلوج، تصبح المياه ذات لون بني ورائحة كريهة عند فيضان نهر ميروشا، ونتيجة لذلك سُجلت
أعراض عدوى جياردية تؤدي إلى (تقلصات المعدة والأمعاء والانتفاخ والغثيان والصداع) لدى بعض الزوار، وذلك في شهر أبريل عام 2015م.

## معرض الصور

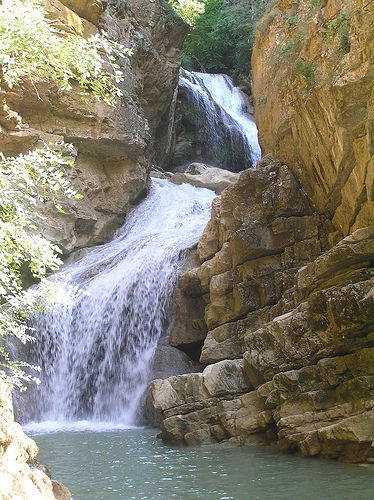
إحدى الشلالات
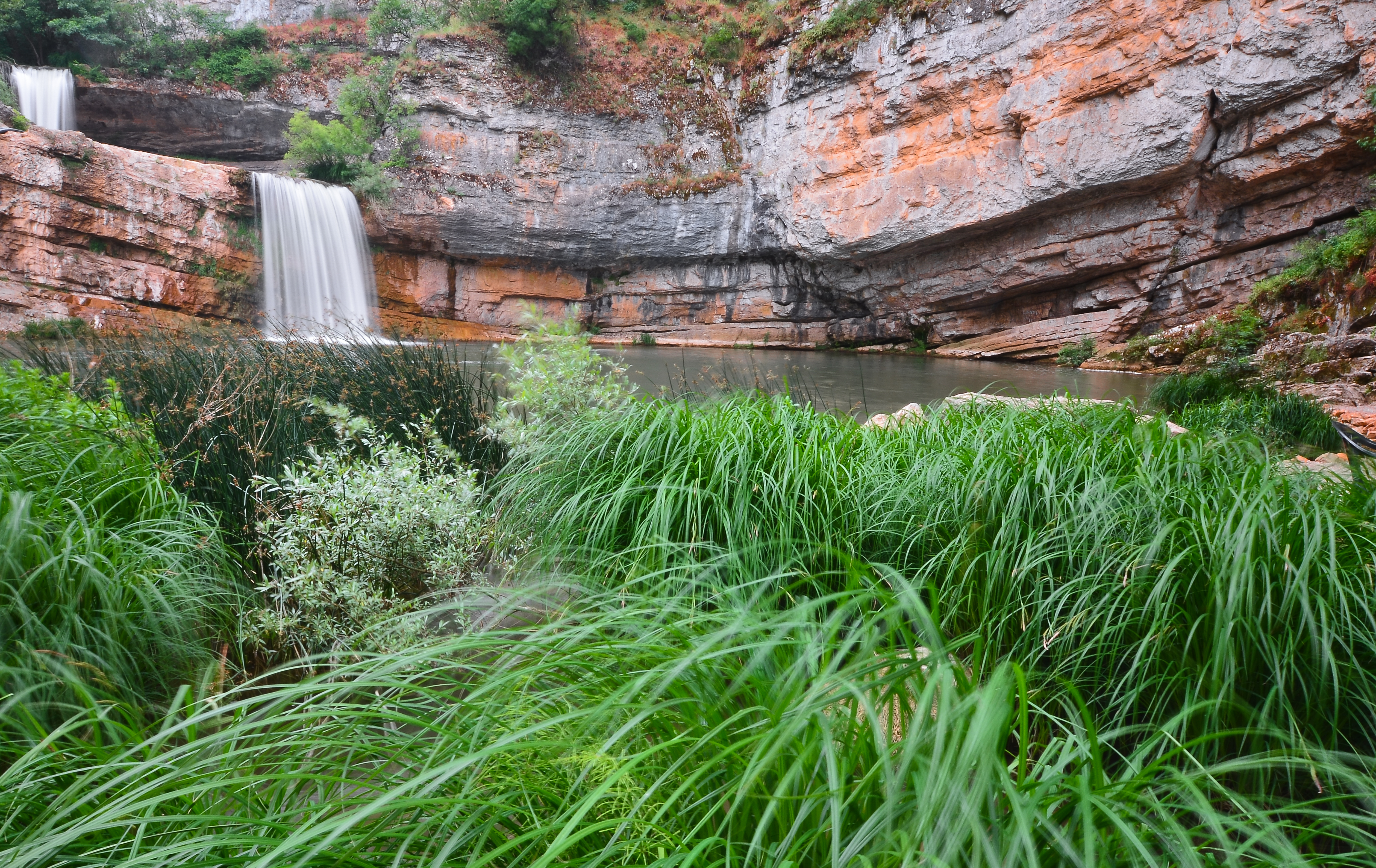
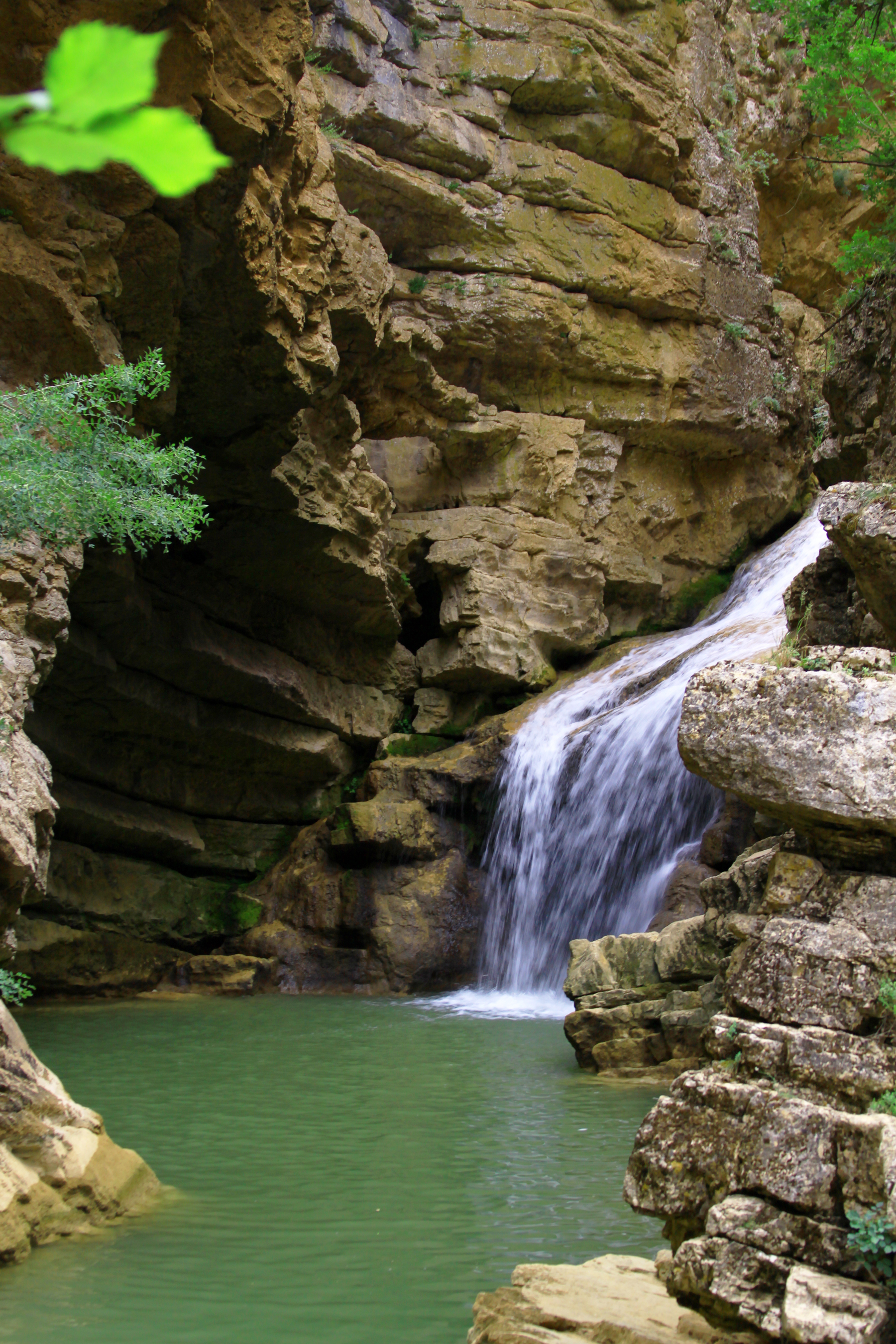
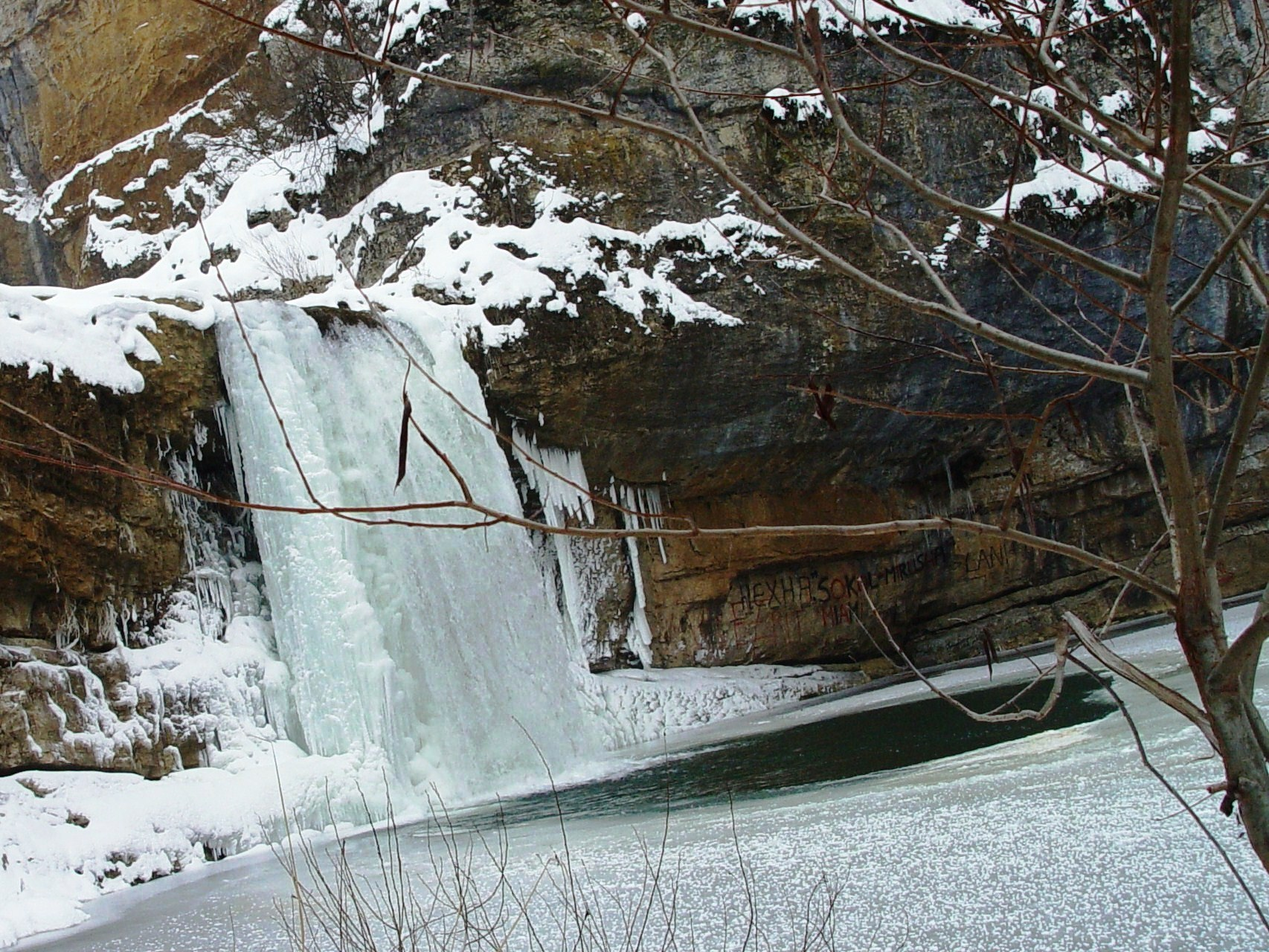
شلال ميروشا في حالة التجمد
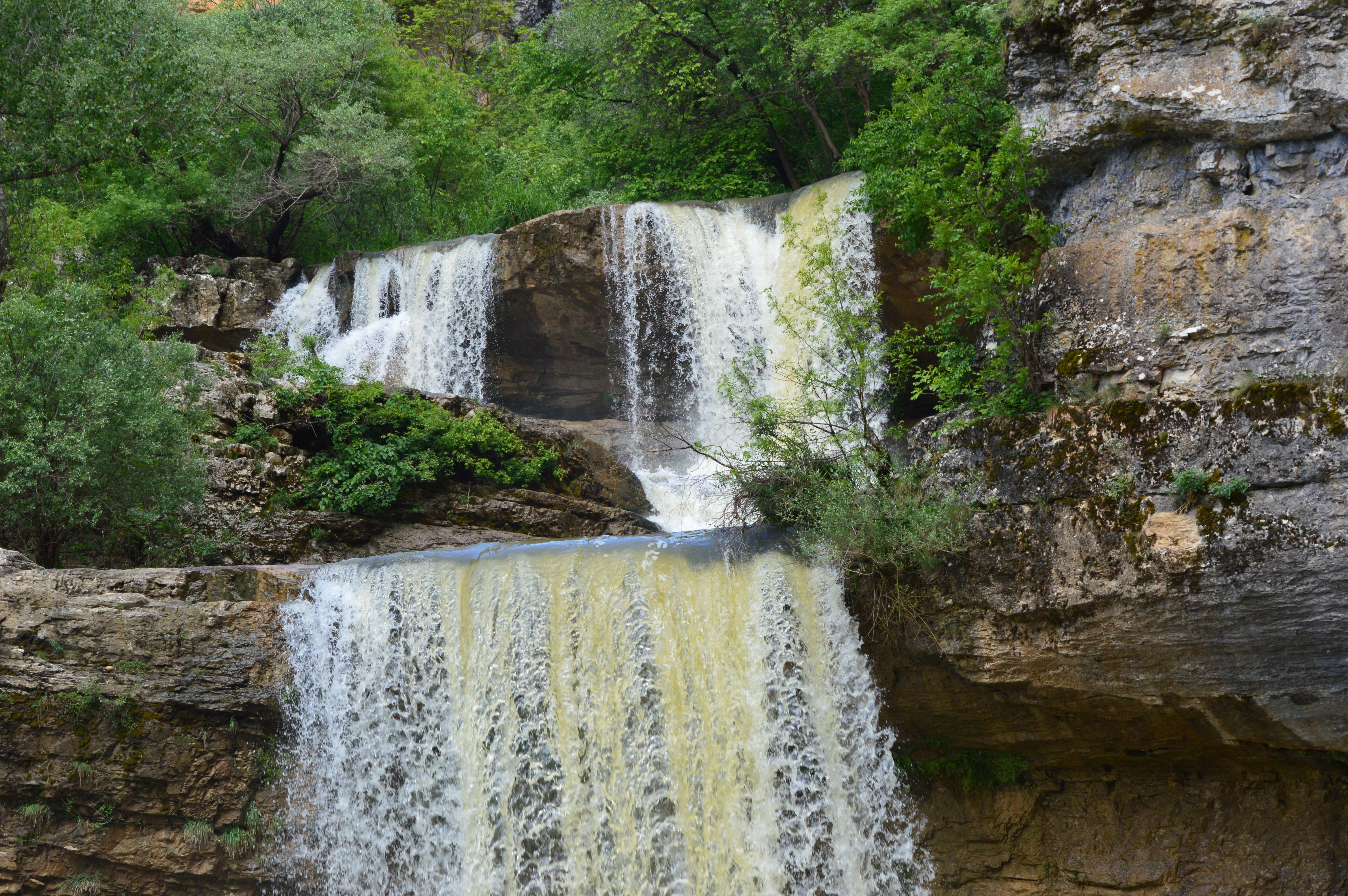
مضيق ميروشا ونهاية الشلالات
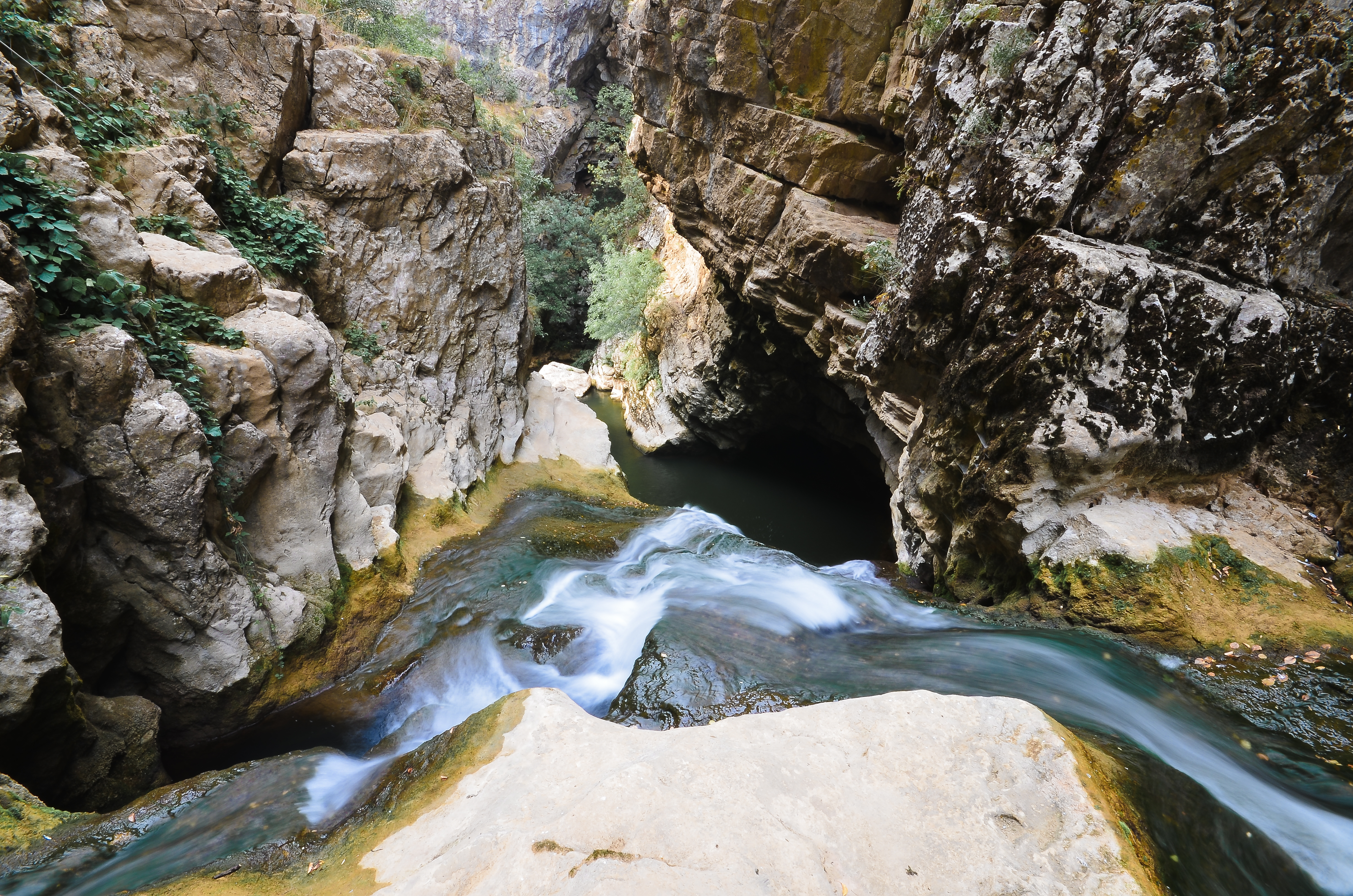
مضيق ميروشا
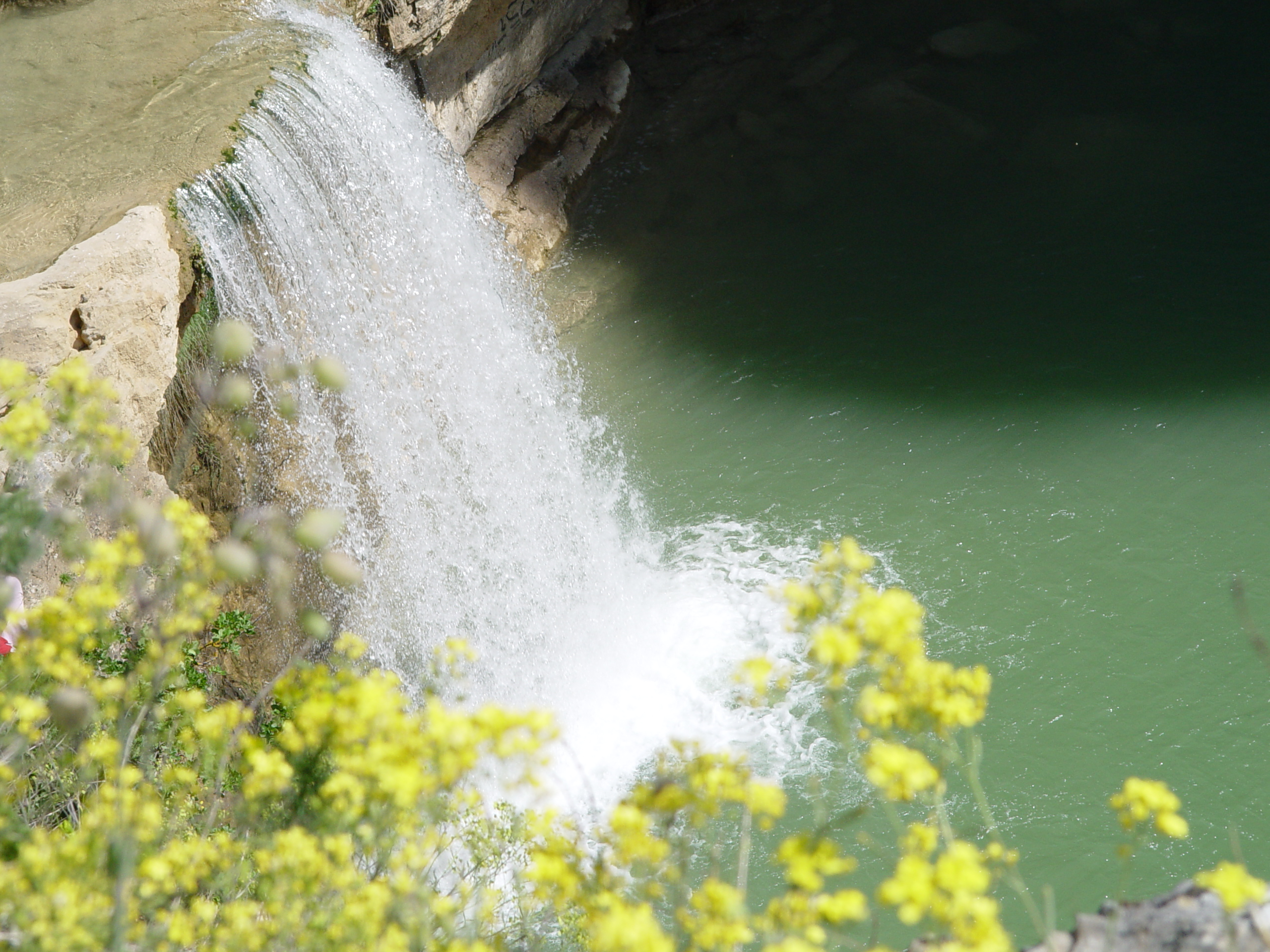
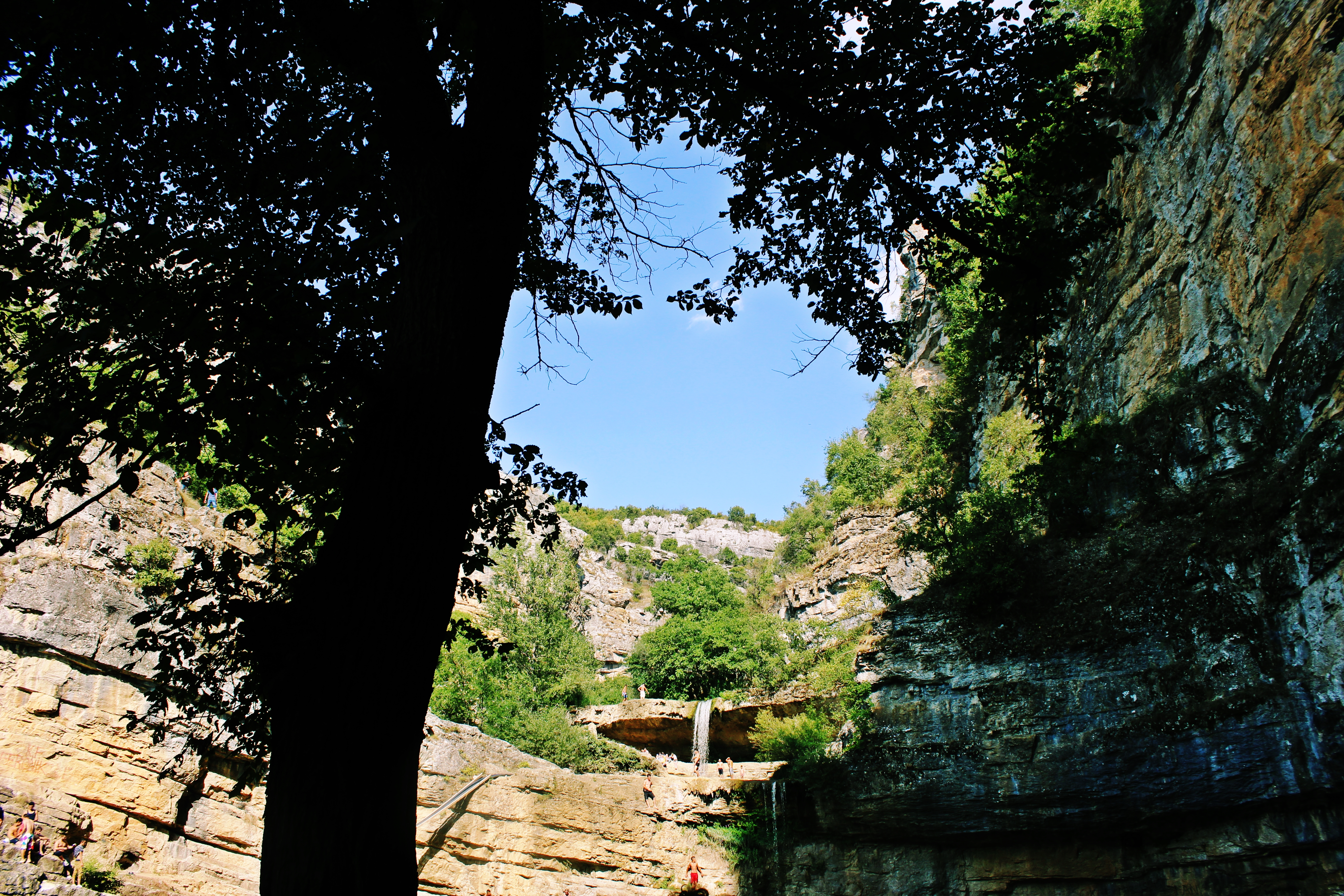

## روابط خارجية
- Aerial video: Mirusha Waterfalls in Spring